# FTSE 100
De Financial Times Stock Exchange Index (kortweg de FTSE 100) is de belangrijkste graadmeter van de effectenbeurs van Londen.
De samensteller van de index was oorspronkelijk een joint venture tussen de krant de Financial Times en de beurs de London Stock Exchange (LSE). Tegenwoordig is FTSE Russell, een dochterbedrijf van LSE, de eigenaar en beheerder van de aandelenindex.
Op 3 januari 1984 is de FTSE 100 van start gegaan, met een waarde van 1000 punten. In de index zijn de 100 grootste bedrijven, gemeten naar de beurswaarde, opgenomen waarbij ook rekening wordt gehouden met de handelsvolumes, de liquiditeit, van de aandelen.
In de index zijn 100 bedrijven opgenomen.

## Samenstelling
Per jaareinde 2024 was de financiële sector de grootste in de index met een gewicht van 23,5%, gevolgd door de sector industriële goederen en diensten met 11,4% en op de derde plaats de gezondheidszorg met 10,9%. De 10 grootste bedrijven hadden een totaal gewicht van 45,6% in de totale marktkapitalisatie van alle deelnemers in de index.
In onderstaande tabel staan de vijf grootste bedrijven gemeten naar marktkapitalisatie in de index. De cijfers luiden in miljarden en geven de stand aan per 31 december 2024. De vijf hebben een totale waarde van 633 miljard pond en vertegenwoordigen daarmee 31% van de index.
| Rang | Bedrijf           | Marktkapitalisatie | Indexgewicht |
| ---- | ----------------- | ------------------ | ------------ |
| 1    | AstraZeneca       | £ 157 miljard      | 7,8%         |
| 2    | Royal Dutch Shell | £ 153 miljard      | 7,6%         |
| 3    | HSBC              | £ 143 miljard      | 7,1%         |
| 4    | Unilever          | £ 112 miljard      | 5,6%         |
| 5    | RELX              | £ 68 miljard       | 3,4%         |

## Koersverloop

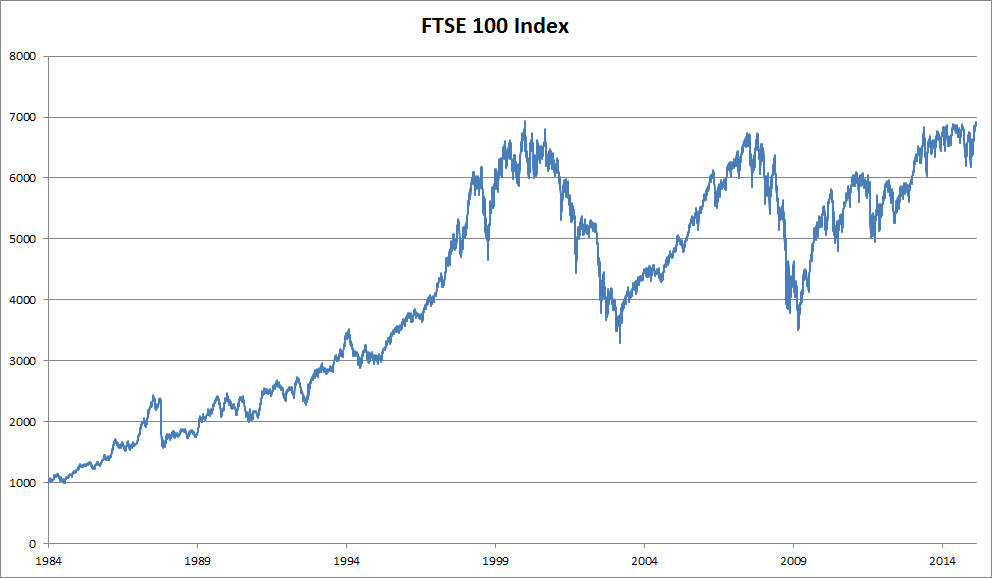
Verloop FTSE 100 sinds januari 1984

| Jaar | FSTE 100 |  | Jaar | FSTE 100 |
| ---- | -------- |  | ---- | -------- |
| 2008 | −28,3%   |  | 2018 | −8,7%    |
| 2009 | 27,3%    |  | 2019 | 17,3%    |
| 2010 | 12,6%    |  | 2020 | −11,5%   |
| 2011 | −2,2%    |  | 2021 | 18,4%    |
| 2012 | 10,0%    |  | 2022 | 4,7%     |
| 2013 | 18,7%    |  | 2023 | 7,9%     |
| 2014 | 0,7%     |  | 2024 | 9,7%     |
| 2015 | −1,3%    |  |      |          |
| 2016 | 19,1%    |  |      |          |
| 2017 | 11,9%    |  |      |          |

Aberdeen Asset Management · Admiral Group · Aggreko · AMEC · Anglo American · Antofagasta · ARM Holdings · Associated British Foods · AstraZeneca · Aviva · Babcock International · BAE Systems · Barclays · BG Group · BHP Billiton · BP · British American Tobacco · British Land Company · Sky · BT Group · Bunzl · Burberry · Capita Group · Carnival · Centrica · Compass Group · CRH · Croda International · Diageo · easyJet · Eurasian Natural Resources Corporation · Experian · Fresnillo · G4S · GKN · GlaxoSmithKline · Glencore · Hammerson · Hargreaves Lansdown · HSBC · IMI · Imperial Brands · International Airlines Group · InterContinental Hotels Group · Intertek Group · ITV · Johnson Matthey · Kingfisher · Land Securities Group · Legal & General · Lloyds Banking Group · London Stock Exchange Group · Marks & Spencer · Meggitt · Melrose · Wm Morrison Supermarkets · National Grid · Next · Old Mutual · Pearson · Persimmon · Petrofac · Prudential · Randgold Resources · Reckitt Benckiser · RELX · Resolution · Rexam · Rio Tinto Group · Rolls-Royce Group · Royal Bank of Scotland Group · RSA Insurance Group · SABMiller · Sage Group · J Sainsbury · Schroders · Scottish and Southern Energy · Serco Group · Severn Trent · Shell · Shire · Smith & Nephew · Smiths Group · Standard Chartered · Standard Life · Tate & Lyle · Tesco · Travis Perkins · TUI Travel · Tullow Oil · Unilever · United Utilities · Vedanta Resources · Vodafone · Weir Group · Whitbread · William Hill · Wolseley · Wood Group · WPP Group
 AEX ·  ATX ·  BEL 20 ·  BET-20 ·  BIRS ·  BUX ·  CAC 40 ·  CROBEX ·  DAX ·  FTSE 100 ·  FTSE MIB ·  IBEX ·  Iceland 15 ·  ISEQ ·  LuxX ·  OMX Copenhagen 20 ·  OMX Helsinki 25 ·  OMX Stockholm 30 ·  OBX ·  PSI ·  PX Index ·  SAX ·  SMI ·  WIG 20